# Bahnstrecke Geldern–Meerbeck
| |         |                                              |                                              |
| Streckennummer (DB): | 2518    |                                              |                                              |
| Streckenlänge: | 23,9 km |                                              |                                              |
| |         |                                              |                                              |
| \| \| \| Linksniederrheinische Strecke von Kranenburg \| \| \| \| -0,4 \| Geldern \| Geldern \| \| \| \| Linksniederrheinische Strecke nach Köln \| \| \| \| \| Bahnstrecke Haltern–Venlo \| \| \| \| \| Linksniederrheinische Strecke \| \| \| \| 4,5 \| Hartefeld \| Hartefeld \| \| \| 8,3 \| Sevelen \| Sevelen \| \| \| \| Moers-Hoerstgen-Sevelen \| \| \| \| 15,4 \| Lintfort \| Lintfort \| \| \| \| A 57 \| \| \| \| 20,5 \| Repelen \| Repelen \| \| \| \| Moersbach \| \| \| \| \| L 137(B 57) \| \| \| \| 22,7 \| Utfort \| Utfort \| \| \| \| Niederrheinstrecke von Kleve \| \| \| \| 23,5 \| Meerbeck (Abzw) \| Meerbeck (Abzw) \| \| \| \| Niederrheinstrecke nach Duisburg \| \| \| \| \| \| \| \| Quellen: [1] \| \| \| \| |         |                                              |                                              |
| Strecke |         | Linksniederrheinische Strecke von Kranenburg | Linksniederrheinische Strecke von Kranenburg |
| Bahnhof | -0,4    | Geldern                                      | Geldern                                      |
| Abzweig ehemals geradeaus und nach links |         | Linksniederrheinische Strecke nach Köln      | Linksniederrheinische Strecke nach Köln      |
| Kreuzung geradeaus unten (Strecken außer Betrieb) |         | Bahnstrecke Haltern–Venlo                    | Bahnstrecke Haltern–Venlo                    |
| Kreuzung geradeaus unten (Strecke geradeaus außer Betrieb) |         | Linksniederrheinische Strecke                | Linksniederrheinische Strecke                |
| Bahnhof (Strecke außer Betrieb) | 4,5     | Hartefeld                                    | Hartefeld                                    |
| Bahnhof (Strecke außer Betrieb) | 8,3     | Sevelen                                      | Sevelen                                      |
| Kreuzung geradeaus oben (Strecken außer Betrieb) |         | Moers-Hoerstgen-Sevelen                      | Moers-Hoerstgen-Sevelen                      |
| Bahnhof (Strecke außer Betrieb) | 15,4    | Lintfort                                     | Lintfort                                     |
| Strecke (außer Betrieb) |         | A 57                                         | A 57                                         |
| Bahnhof (Strecke außer Betrieb) | 20,5    | Repelen                                      | Repelen                                      |
| Brücke über Wasserlauf (Strecke außer Betrieb) |         | Moersbach                                    | Moersbach                                    |
| Brücke (Strecke außer Betrieb) |         | L 137(B 57)                                  | L 137(B 57)                                  |
| Haltepunkt / Haltestelle (Strecke außer Betrieb) | 22,7    | Utfort                                       | Utfort                                       |
| Abzweig ehemals geradeaus und von links |         | Niederrheinstrecke von Kleve                 | Niederrheinstrecke von Kleve                 |
| Blockstelle | 23,5    | Meerbeck (Abzw)                              | Meerbeck (Abzw)                              |
| Strecke |         | Niederrheinstrecke nach Duisburg             | Niederrheinstrecke nach Duisburg             |
| |         |                                              |                                              |
| Quellen: |         |                                              |                                              |

Die Bahnstrecke Geldern–Meerbeck ist eine über 23,5 Kilometer lange unvollendete Eisenbahnstrecke in Nordrhein-Westfalen.

## Geschichte
Die Strecke sollte von der Niederrheinstrecke an der Abzweigstelle Meerbeck bei Utfort beginnen, über Repelen, an Kamp-Lintfort und Sevelen vorbei nach Geldern führen und dort in die Linksniederrheinische Strecke Krefeld–Kleve in Höhe Vernum einmünden. Fertiggestellt wäre sie die direkte Fortsetzung der Bahnstrecke Oberhausen–Moers nach Geldern gewesen und hätte einen Umweg über Trompet, Uerdingen, Krefeld und Kempen erspart.
Diese Strecke sollte der weiteren Aufschließung des linksrheinischen Kohlegebietes und als Strategische Bahn dienen. Teile des Bahndammes, Trogeinschnitte und Auffahrtrampen von Überführungen sind immer noch sichtbar. Die Trasse der Strecke war vorwiegend in Damm- und Troglagen mit Unter- und Überführungen kreuzungsfrei geplant, und die Erdbauarbeiten mit Brücken waren zum großen Teil fertig und für den zweigleisigen Ausbau vorbereitet. Sie wurde vor dem Ersten Weltkrieg begonnen, aber niemals vollendet und blieb als Bauruine liegen. Bis 1922 wurde von den Alliierten verboten, die Bahnstrecke fertigzustellen; danach hatte die Deutsche Reichsbahn kein Interesse mehr an ihr.
Die Trasse wurde zum größten Teil umgenutzt. Auf dem Gelände befinden sich heute bei Sevelen ein Segelflugplatz und bei Kamp-Lintfort, nahe dem Eyller Berg, ein Motocrossgelände. Beim Oermter Berg kreuzt die Trasse die Bahnstrecke Rheinberg–Moers–Hoerstgen-Sevelen. Die übrigen Abschnitte sind zum Teil als Landschaftsschutzgebiete ausgewiesen.
In Höhe Rheinkamp, bei Utfort, des einst geplanten Gleiskreuzes, das die Niederrheinstrecke überbrücken sollte, in Nähe der Abzweigstelle Meerbeck zur Bahnstrecke Oberhausen–Moers, befindet sich östlich ein Gewerbegebiet.
Sie wird heute im Niephauser Feld von der A 57 (Krefeld–Nimwegen) und in der Nähe vom Gewerbegebiet Genend von der L 399 (Moers–Kamp-Lintfort) durchschnitten. Ein Teil der alten Unter- und Überführungen wurde inzwischen abgerissen.